# 船水雄太
船水 雄太（ふねみず ゆうた、1993年10月7日 - ）は、日本のプロソフトテニス選手。ダブルスでのポジションは後衛。青森県出身。AAS Management所属。

## 来歴
1993年、青森県黒石市出身。東北高校、早稲田大学を経て、2016年にNTT西日本所属。
2020年、プロ宣言。AAS Managementに所属。

## 人物
実弟はソフトテニスプレーヤーの船水颯人。

## 四大国際大会戦績
- 2015世界ソフトテニス選手権 シングルスベスト16 国別対抗戦金メダル
- 2016アジアソフトテニス選手権 ダブルスベスト16 シングルスベスト8

### 国際大会戦績（四大大会以外）
- 2015第2回世界ジュニア選手権 U21シングルス優勝 ダブルス優勝（船水・九島）
- 2014中山盃国際大会 ダブルス第3位（船水雄太・上松俊貴)

## 主な戦績
- 2014全日本シングルスソフトテニス選手権大会 第3位
- 2015全日本シングルスソフトテニス選手権大会 準優勝
- 2016全日本シングルスソフトテニス選手権大会 第3位
- 2017全日本シングルスソフトテニス選手権大会 第3位
- 2018全日本シングルスソフトテニス選手権大会 第3位
- 2019全日本シングルスソフトテニス選手権大会 ベスト8

- 2016全日本インドアソフトテニス選手権 準優勝